# 探險家大滿貫

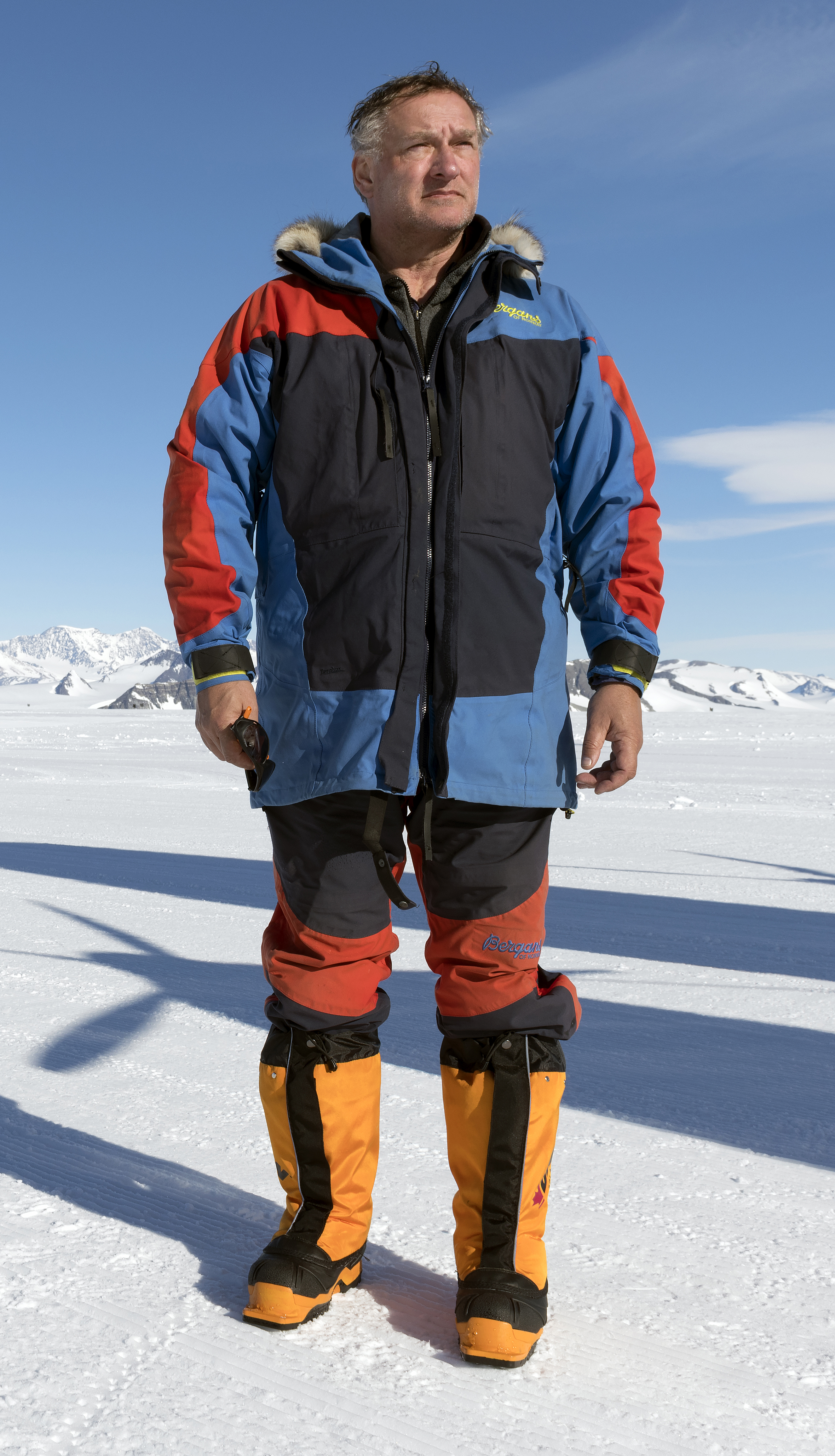
大衛·漢普爾曼-亞當斯爵士於2018年在南極站上南極。在1998年，他成為第一個完成探險家大滿貫的人。

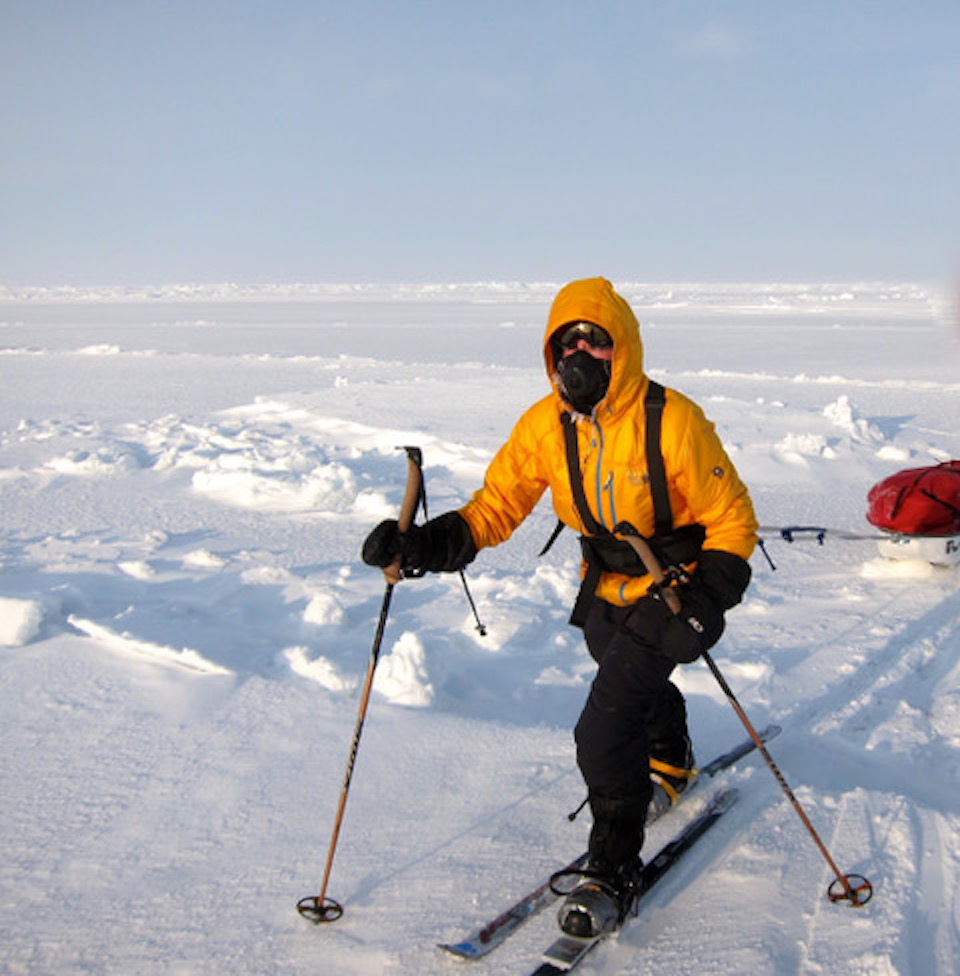
Vanessa O'Brien skiing the last degree to the North Pole as part of the Explorer's Grand Slam in 2013. She was the first woman to complete the Last Degree in under one year.

探險家大滿貫是冒險家的目標，包括到達北極和南極，以及攀登七大洲最高峰（珠穆朗瑪峰、阿空加瓜峰、麥金利峰、吉力馬札羅山、厄爾布魯士山、文森山和尤利安山或科修斯科山）。